# Festuca simpliciuscula
Festuca simpliciuscula är en gräsart som först beskrevs av Eduard Hackel, och fick sitt nu gällande namn av Evgenii Borisovich Alexeev. Festuca simpliciuscula ingår i släktet svinglar, och familjen gräs. Inga underarter finns listade i Catalogue of Life.